# Calmont (Haute-Garonne)
Pour les articles homonymes, voir Calmont.
Calmont est une commune française située dans l'est du département de la Haute-Garonne, en région Occitanie. Sur le plan historique et culturel, la commune est dans le pays de l'Agarnaguès (venant du ministerium carolingien du même nom vers l'an 1000) ou plaine d'Ariège, parfois appelé basse Ariège, ou piémont ariégeois.
Exposée à un climat océanique altéré, elle est drainée par, la Hyse, la Galage, le Tédèlou, le ruisseau du Tor, le ruisseau le vié et par divers autres petits cours d'eau. La commune possède un patrimoine naturel remarquable : un site Natura 2000 (« Garonne, Ariège, Hers, Salat, Pique et Neste »), un espace protégé (« la Garonne, l'Ariège, l'Hers Vif et le Salat ») et cinq zones naturelles d'intérêt écologique, faunistique et floristique.
Calmont est une commune rurale qui compte 2 442 habitants en 2022, après avoir connu une forte hausse de la population depuis 1975. Elle fait partie de l'aire d'attraction de Toulouse. Ses habitants sont appelés les Calmontais ou  Calmontaises.
Le patrimoine architectural de la commune comprend trois  immeubles protégés au titre des monuments historiques : le château, inscrit en 1927, le château de Terraqueuse, inscrit en 1996, et le temple protestant, inscrit en 2015.

## Géographie

### Localisation
La commune de Calmont se trouve dans le département de la Haute-Garonne, en région Occitanie.
Elle se situe à 38 km à vol d'oiseau de Toulouse, préfecture du département, et à 26 km d'Escalquens, bureau centralisateur du canton d'Escalquens dont dépend la commune depuis 2015 pour les élections départementales.
La commune fait en outre partie du bassin de vie de Mazères.
Les communes les plus proches sont : 
Gibel (3,7 km), Aignes (5,3 km), Mazères (5,3 km), Montgeard (5,8 km), Monestrol (6,0 km), Fajac-la-Relenque (7,3 km), Caignac (7,4 km), Saverdun (7,6 km).
Sur le plan historique et culturel, Calmont fait partie du pays de l'Aguanaguès ou plaine d'Ariège, parfois appelé basse Ariège, ou piémont ariégeois. Ce pays, dont l'origine remonte probablement à l'époque carolingienne s'applique à la plaine de Pamiers et, par extension, à celle de Saverdun.
Calmont est limitrophe de six autres communes dont deux avec le département de l'Ariège.
Les communes limitrophes sont  Aignes, Cintegabelle, Gibel, Mazères, Montgeard et Saverdun.
| Aignes            | Montgeard |                  |
| Cintegabelle      | Calmont   | Gibel            |
| Saverdun (Ariège) |           | Mazères (Ariège) |

### Géologie et relief
La superficie de la commune est de 4 027 hectares ; son altitude varie de 206  à   324 mètres.

### Hydrographie

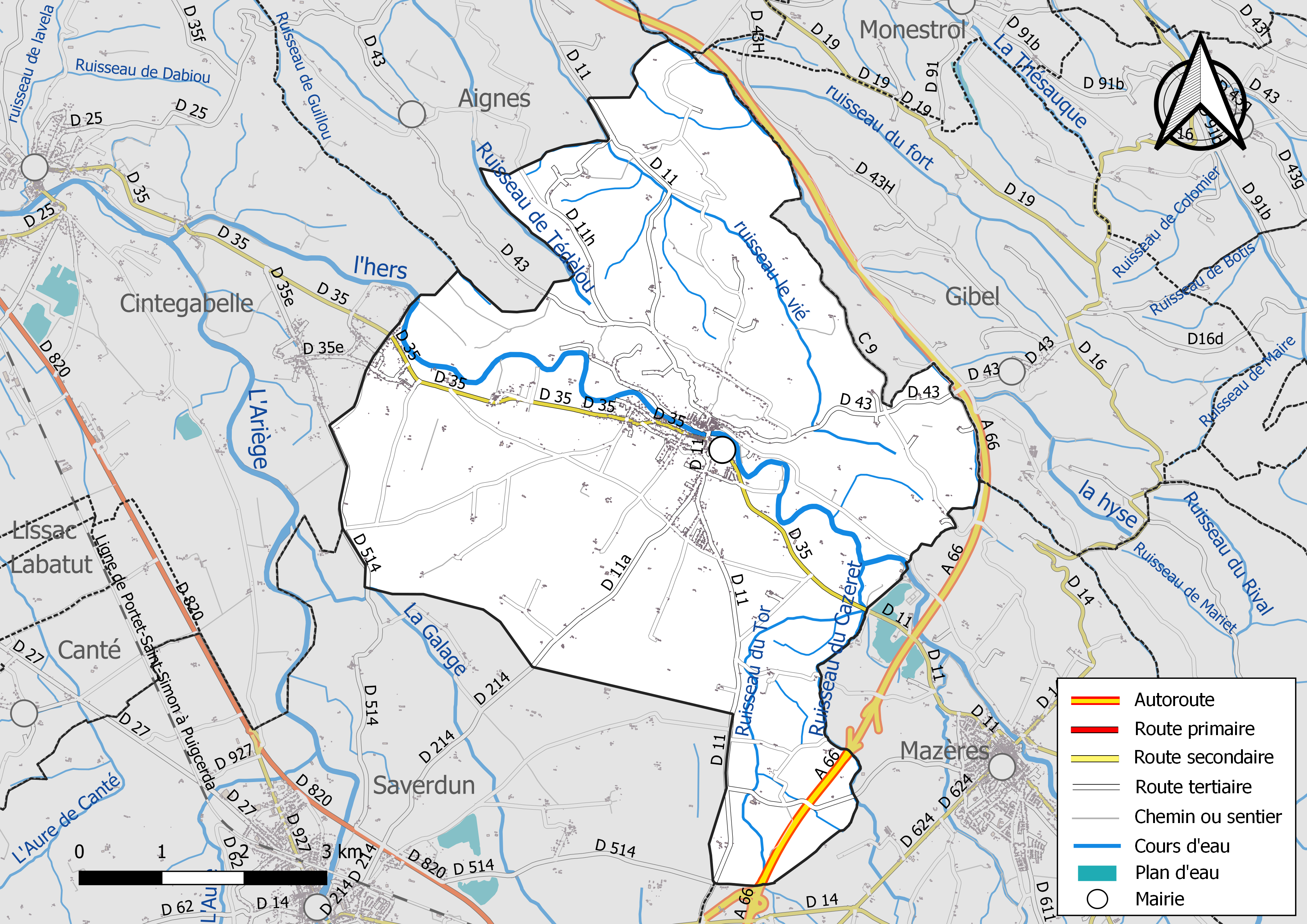
Réseaux hydrographique et routier de Calmont.

La commune est dans le bassin de la Garonne, au sein du bassin hydrographique Adour-Garonne. Elle est drainée par la Hyse, la Galage, le ruisseau de Tédèlou, le ruisseau du Cazeret, le ruisseau du Tor, le ruisseau le vié, le ruisseau de Galibert, le ruisseau de Guillou, le ruisseau de Montalba, le ruisseau de taverne, le ruisseau du Baous et par divers petits cours d'eau, constituant un réseau hydrographique de 39 km de longueur totale,.
La Hyse, d'une longueur totale de 29,3 km, prend sa source dans la commune de Gibel et s'écoule du sud-est vers le nord-ouest. Elle traverse la commune et se jette dans l'Ariège à Venerque, après avoir traversé 10 communes.

### Climat
Pour des articles plus généraux, voir Climat de l'Occitanie et Climat de la Haute-Garonne.
En 2010, le climat de la commune est de type climat du Bassin du Sud-Ouest, selon une étude s'appuyant sur une série de données couvrant la période 1971-2000. En 2020, Météo-France publie une typologie des climats de la France métropolitaine dans laquelle la commune est exposée à un climat océanique altéré et est dans la région climatique Aquitaine, Gascogne, caractérisée par une pluviométrie abondante au printemps, modérée en automne, un faible ensoleillement au printemps, un été chaud (19,5 °C), des vents faibles, des brouillards fréquents en automne et en hiver et des orages fréquents en été (15 à 20 jours).
Pour la période 1971-2000, la température annuelle moyenne est de 13 °C, avec une amplitude thermique annuelle de 15,8 °C. Le cumul annuel moyen de précipitations est de 784 mm, avec 9,6 jours de précipitations en janvier et 5,9 jours en juillet. Pour la période 1991-2020, la température moyenne annuelle observée sur la station météorologique la plus proche, située sur la commune de Ségreville à 24 km à vol d'oiseau, est de 13,4 °C et le cumul annuel moyen de précipitations est de 747,6 mm,. Pour l'avenir, les paramètres climatiques de la commune estimés pour 2050 selon différents scénarios d'émission de gaz à effet de serre sont consultables sur un site dédié publié par Météo-France en novembre 2022.

### Milieux naturels et biodiversité

#### Espaces protégés
La protection réglementaire est le mode d’intervention le plus fort pour préserver des espaces naturels remarquables et leur biodiversité associée,.
Un  espace protégé est présent sur la commune : 
« la Garonne, l'Ariège, l'Hers Vif et le Salat », objet d'un arrêté de protection de biotope, d'une superficie de 1 658,7 ha.

#### Réseau Natura 2000

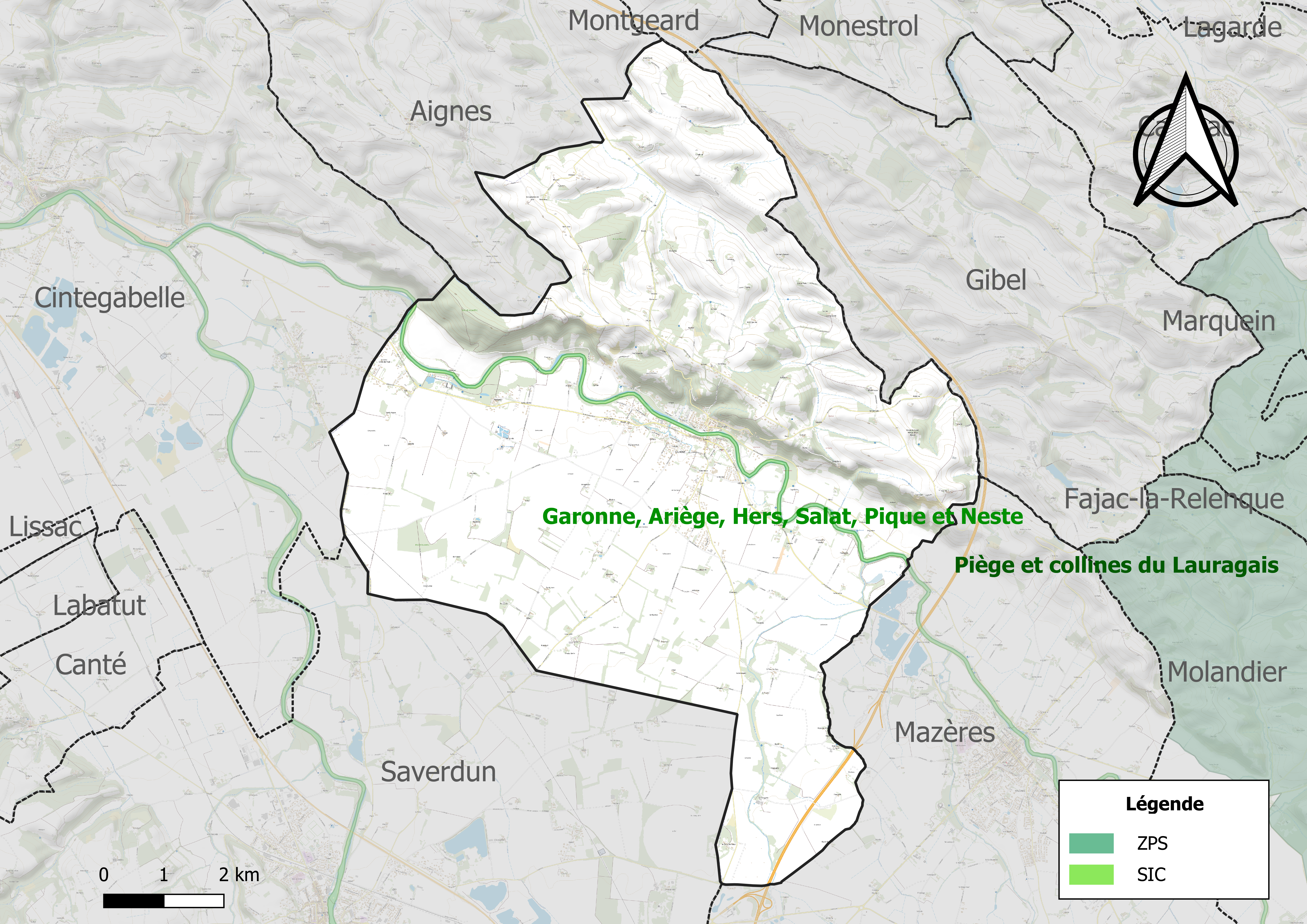
Site Natura 2000 sur le territoire communal.

Le réseau Natura 2000 est un réseau écologique européen de sites naturels d'intérêt écologique élaboré à partir des directives habitats et oiseaux, constitué de zones spéciales de conservation (ZSC) et de zones de protection spéciale (ZPS).
Un site Natura 2000 a été défini sur la commune au titre de la directive habitats : « Garonne, Ariège, Hers, Salat, Pique et Neste », d'une superficie de 9 581 ha, un réseau hydrographique pour les poissons migrateurs (zones de frayères actives et potentielles importantes pour le Saumon en particulier qui fait l'objet d'alevinages réguliers et dont des adultes atteignent déjà Foix sur l'Ariège.

#### Zones naturelles d'intérêt écologique, faunistique et floristique

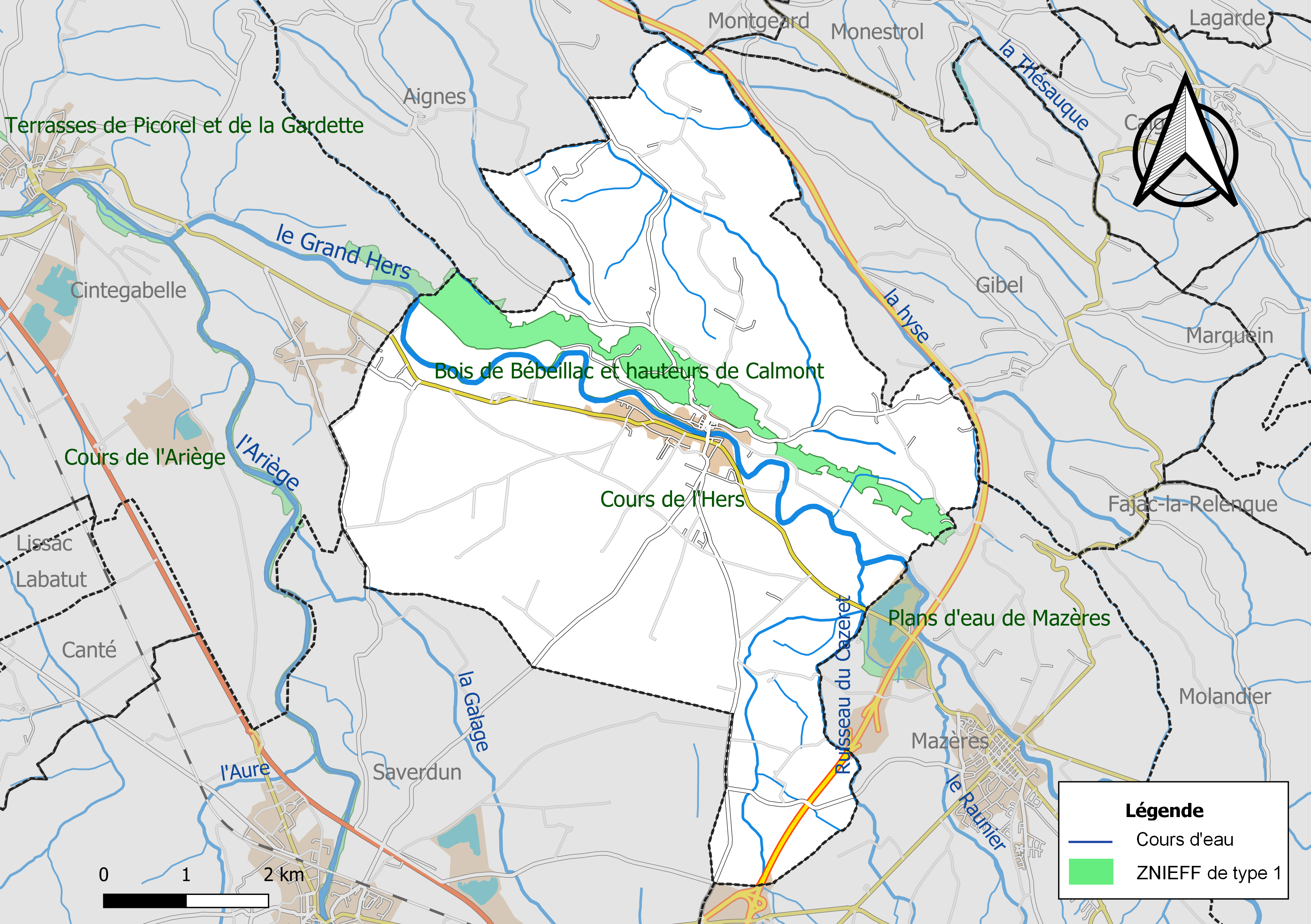
Carte des ZNIEFF de type 1 localisées sur la commune.

L’inventaire des zones naturelles d'intérêt écologique, faunistique et floristique (ZNIEFF) a pour objectif de réaliser une couverture des zones les plus intéressantes sur le plan écologique, essentiellement dans la perspective d’améliorer la connaissance du patrimoine naturel national et de fournir aux différents décideurs un outil d’aide à la prise en compte de l’environnement dans l’aménagement du territoire.
Trois ZNIEFF de type 1 sont recensées sur la commune :
- les « bois de Bébeillac et hauteurs de Calmont » (262 ha), couvrant 4 communes dont une dans l'Ariège et trois dans la Haute-Garonne[23] ;
- le « cours de l'Hers » (891 ha), couvrant 41 communes dont 32 dans l'Ariège, sept dans l'Aude et deux dans la Haute-Garonne[24],
- les « plans d'eau de Mazères » (67 ha), concernant une petite partie du sud-est de la commune et surtout la commune ariégeoise de Mazères, cette ZNIEFF recouvre le parc ornithologique de Domaine des oiseaux[25] ;

et deux ZNIEFF de type 2, : 
- la « Basse plaine de l'Ariège et de l'Hers » (7 049 ha), couvrant 14 communes dont 13 dans l'Ariège et une dans la Haute-Garonne[26] ;
- « l'Hers et ripisylves » (1 417 ha), couvrant 41 communes dont 32 dans l'Ariège, sept dans l'Aude et deux dans la Haute-Garonne[27].

## Urbanisme

### Typologie
Au 1er janvier 2024, Calmont est catégorisée bourg rural, selon la nouvelle grille communale de densité à sept niveaux définie par l'Insee en 2022.
Elle est située hors unité urbaine. Par ailleurs la commune fait partie de l'aire d'attraction de Toulouse, dont elle est une commune de la couronne,. Cette aire, qui regroupe 527 communes, est catégorisée dans les aires de 700 000 habitants ou plus (hors Paris),.

### Occupation des sols
L'occupation des sols de la commune, telle qu'elle ressort de la base de données européenne d’occupation biophysique des sols Corine Land Cover (CLC), est marquée par l'importance des territoires agricoles (89,4 % en 2018), en diminution par rapport à 1990 (91,7 %). La répartition détaillée en 2018 est la suivante : 
terres arables (82,8 %), zones agricoles hétérogènes (6,6 %), forêts (6,5 %), zones urbanisées (3,2 %), zones industrielles ou commerciales et réseaux de communication (0,9 %). L'évolution de l’occupation des sols de la commune et de ses infrastructures peut être observée sur les différentes représentations cartographiques du territoire : la carte de Cassini (XVIIIe siècle), la carte d'état-major (1820-1866) et les cartes ou photos aériennes de l'IGN pour la période actuelle (1950 à aujourd'hui).

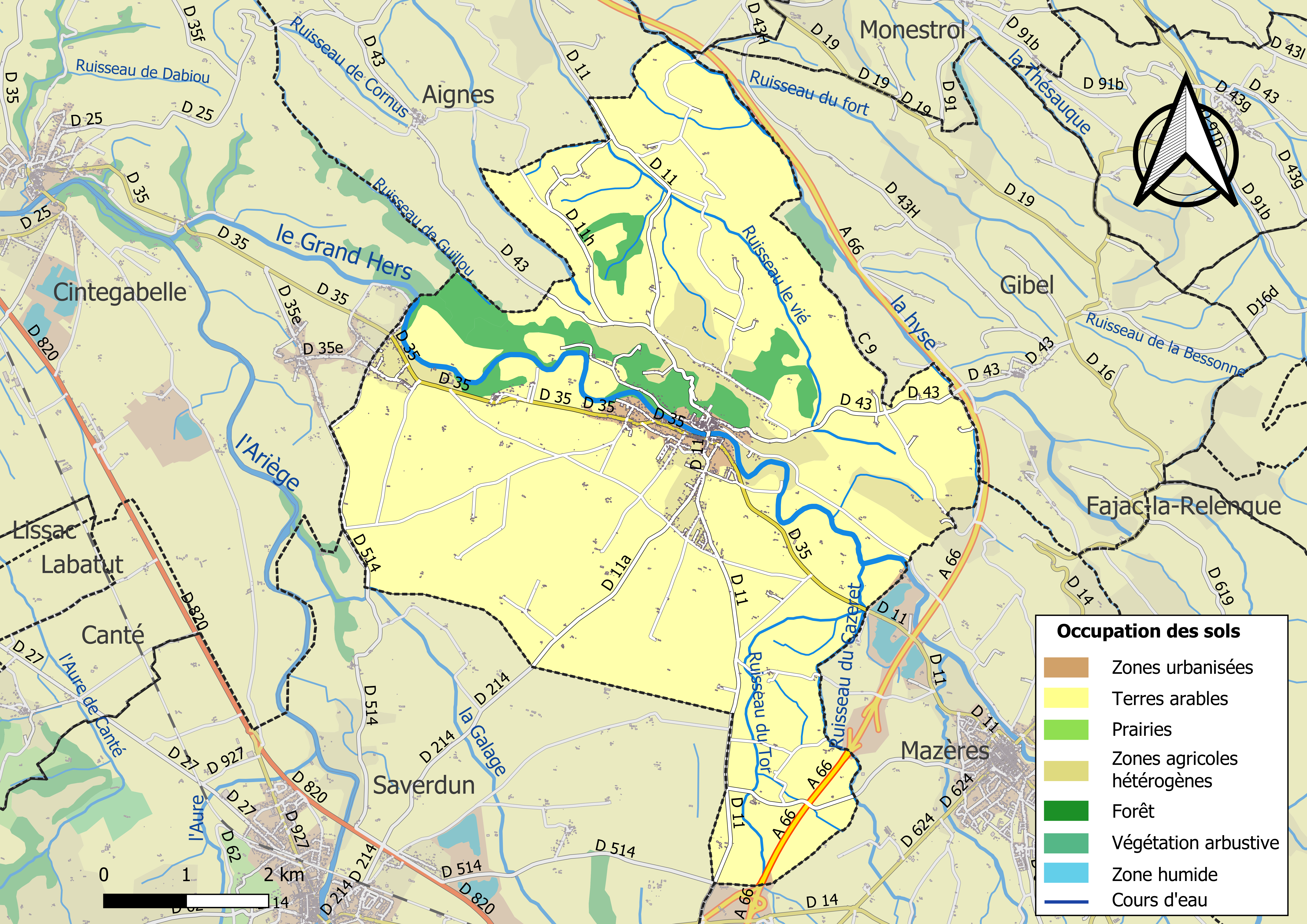
Carte des infrastructures et de l'occupation des sols de la commune en 2018 (CLC).

### Voies de communication et transports
Accès par les routes départementales D35 et D11.
La ligne express Hop!303 du réseau Arc-en-Ciel permet de rejoindre la station Ramonville du métro de Toulouse depuis le centre de la commune ; la ligne 318 permet de rejoindre la gare routière de Toulouse et Mazères depuis la ville.

### Risques majeurs
Le territoire de la commune de Calmont est vulnérable à différents aléas naturels : météorologiques (tempête, orage, neige, grand froid, canicule ou sécheresse), inondations, mouvements de terrains et séisme (sismicité très faible). Il est également exposé à un risque technologique, la rupture d'un barrage. Un site publié par le BRGM permet d'évaluer simplement et rapidement les risques d'un bien localisé soit par son adresse soit par le numéro de sa parcelle.

#### Risques naturels
Certaines parties du territoire communal sont susceptibles d’être affectées par le risque d’inondation par débordement de cours d'eau, notamment la Hyse, la Galage, le ruisseau du Cazeret et le Tédèlou. La commune a été reconnue en état de catastrophe naturelle au titre des dommages causés par les inondations et coulées de boue survenues en 1982, 1993, 1996, 1999, 2000, 2009, 2018 et 2020,.

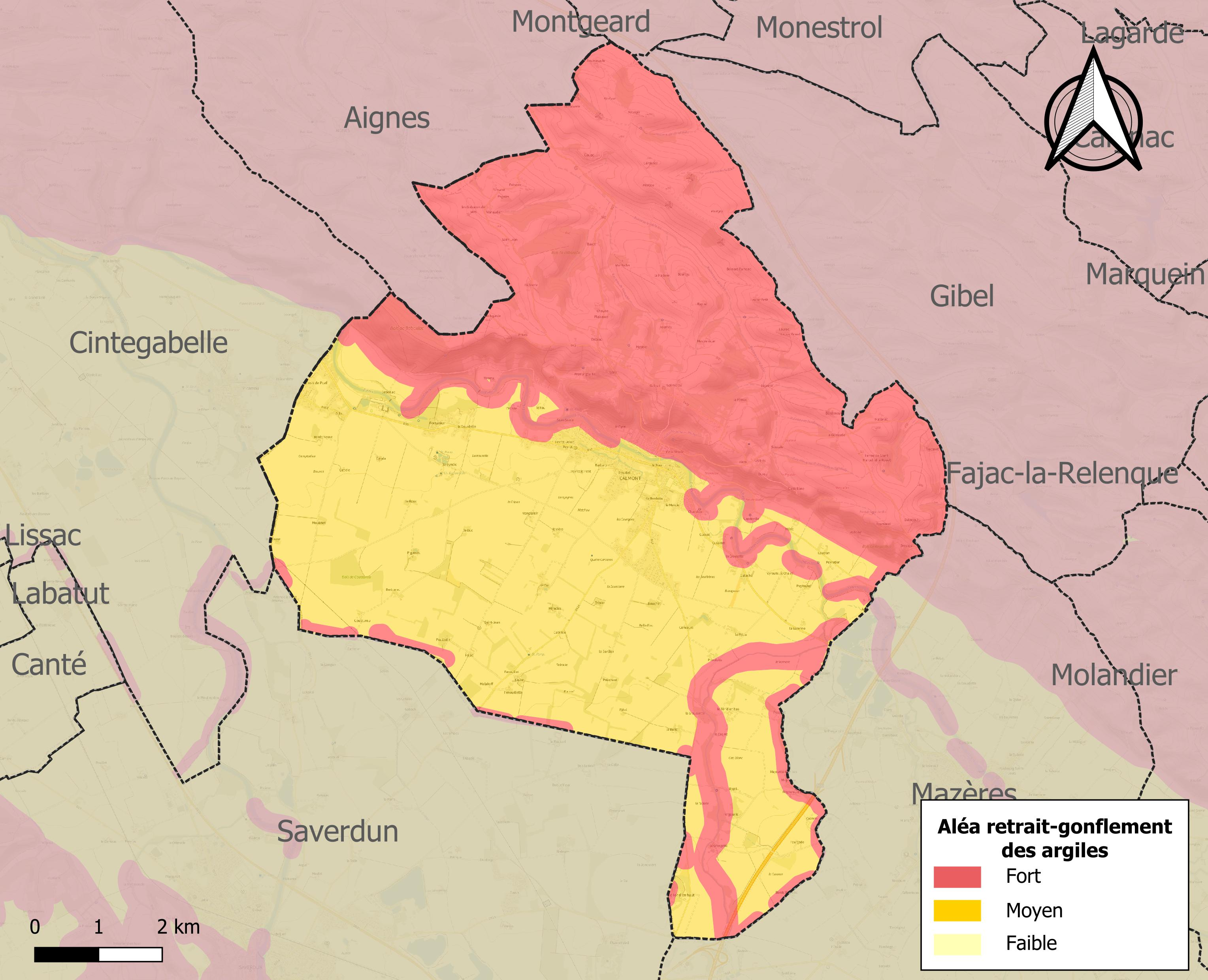
Carte des zones d'aléa retrait-gonflement des sols argileux de Calmont.

La commune est vulnérable au risque de mouvements de terrains constitué principalement du retrait-gonflement des sols argileux. Cet aléa est susceptible d'engendrer des dommages importants aux bâtiments en cas d’alternance de périodes de sécheresse et de pluie. La totalité de la commune est en aléa moyen ou fort (88,8 % au niveau départemental et 48,5 % au niveau national). Sur les 1 072 bâtiments dénombrés sur la commune en 2019, 1 072 sont en aléa moyen ou fort, soit 100 %, à comparer aux 98 % au niveau départemental et 54 % au niveau national. Une cartographie de l'exposition du territoire national au retrait gonflement des sols argileux est disponible sur le site du BRGM,.
Par ailleurs, afin de mieux appréhender le risque d’affaissement de terrain, l'inventaire national des cavités souterraines permet de localiser celles situées sur la commune.
Concernant les mouvements de terrains, la commune a été reconnue en état de catastrophe naturelle au titre des dommages causés par la sécheresse en 1989, 2002, 2016 et 2017 et par des mouvements de terrain en 1999.

#### Risques technologiques
La commune est en outre située en aval du barrage de Montbel sur la Trière (département de l'Ariège). À ce titre elle est susceptible d’être touchée par l’onde de submersion consécutive à la rupture de cet ouvrage.

## Toponymie
De l'occitan 'cal', "chauve", et de 'mont'.

## Histoire
En août 1799, les royalistes s’en emparent dans leur tentative de prendre Toulouse.

## Héraldique
| Calmont | Son blasonnement est : De sinople à la billette vidée d'argent. |

## Politique et administration

### Administration municipale
Le nombre d'habitants au recensement de 2011 étant compris entre 1 500 habitants et 2 499 habitants, le nombre de membres du conseil municipal pour l'élection de 2014 est de dix neuf,.

### Rattachements administratifs et électoraux
Commune faisant partie de la septième circonscription de la Haute-Garonne, de la communauté de communes des Terres du Lauragais et du canton d'Escalquens (avant le redécoupage départemental de 2014, Calmont faisait partie de l'ex-canton de Nailloux et avant le 1er janvier 2017, de la communauté de communes des Coteaux du Lauragais Sud).

### Liste des maires
| Période                                  | Période      | Identité                       | Étiquette    | Qualité |
| ---------------------------------------- | ------------ | ------------------------------ | ------------ | --- |
| Les données manquantes sont à compléter. |              |                                |              | |
|                                          | 1955         | Geneviève de Carayon-Talpayrac | Ind.         | Démissionnaire |
| 1955                                     | 14 août 1993 | André Méric                    | SFIO puis PS | Agent comptable Secrétaire d'État aux Anciens combattants (1988 → 1991) Sénateur de la Haute-Garonne (1948 → 1988) Conseiller général de Nailloux (1945-1988) Conseiller régional de Midi-Pyrénées Décédé en fonction |
| 18 septembre 1993                        | En cours     | Christian Portet               | PS           | Retraité de l'Éducation nationale Président de la CC des Terres du Lauragais (2017 → ) |

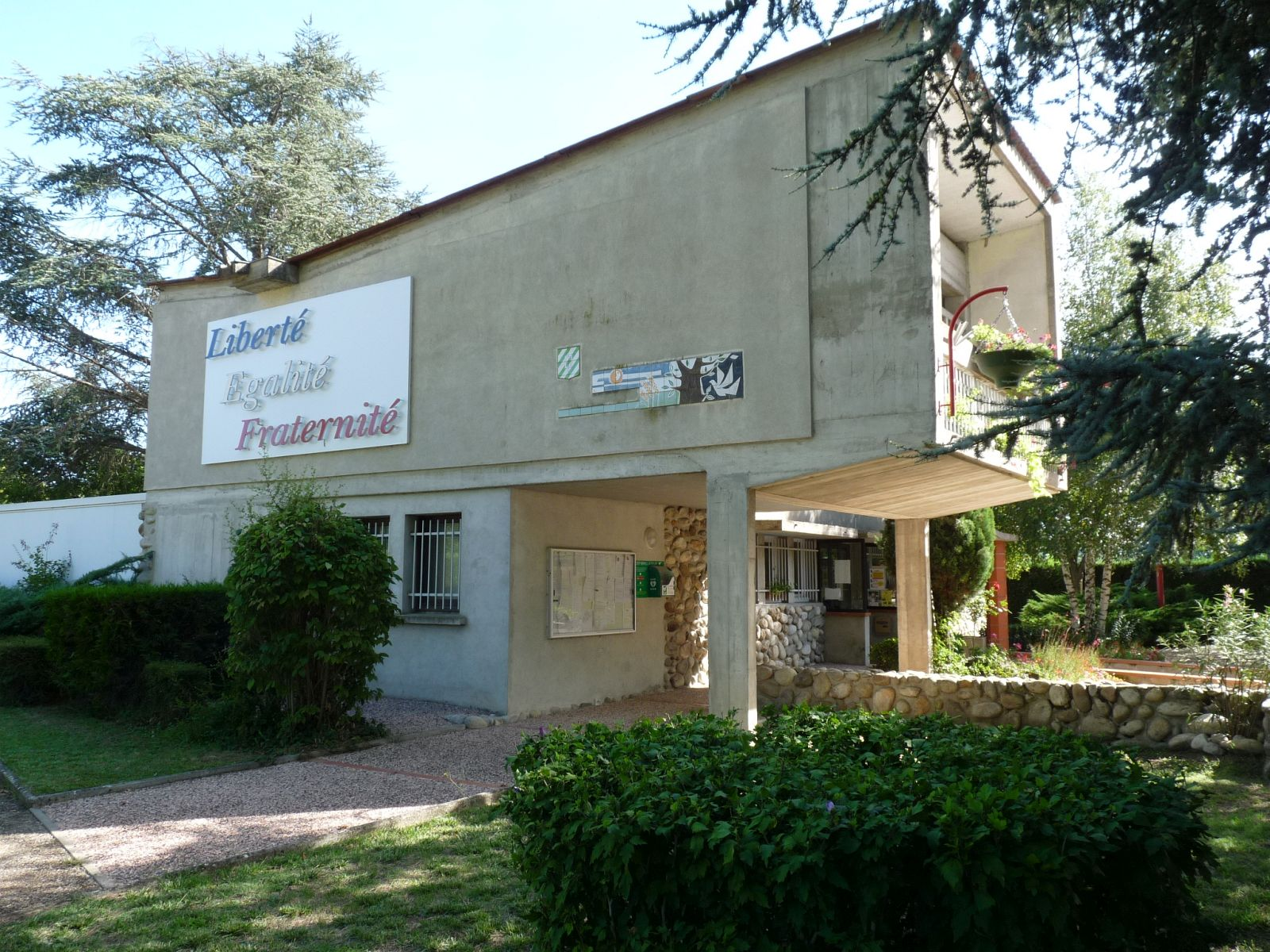
La mairie.

La mairie est sur la rive gauche de l'Hers, sur la route de Mazères.

## Population et société

### Démographie
L'évolution du nombre d'habitants est connue à travers les recensements de la population effectués dans la commune depuis 1793. Pour les communes de moins de 10 000 habitants, une enquête de recensement portant sur toute la population est réalisée tous les cinq ans, les populations de référence des années intermédiaires étant quant à elles estimées par interpolation ou extrapolation. Pour la commune, le premier recensement exhaustif entrant dans le cadre du nouveau dispositif a été réalisé en 2008.

En 2022, la commune comptait 2 442 habitants, en évolution de +2,61 % par rapport à 2016 (Haute-Garonne : +8,02 %, France hors Mayotte : +2,11 %).
| 1793  | 1800  | 1806  | 1821  | 1831  | 1836  | 1841  | 1846  | 1851  |
| ----- | ----- | ----- | ----- | ----- | ----- | ----- | ----- | ----- |
| 1 070 | 1 593 | 1 538 | 1 725 | 1 902 | 1 991 | 1 925 | 1 957 | 2 117 |

| 1856  | 1861  | 1866  | 1872  | 1876  | 1881  | 1886  | 1891  | 1896  |
| ----- | ----- | ----- | ----- | ----- | ----- | ----- | ----- | ----- |
| 2 116 | 2 071 | 1 994 | 1 956 | 1 937 | 1 818 | 1 820 | 1 783 | 1 721 |

| 1901  | 1906  | 1911  | 1921  | 1926  | 1931  | 1936  | 1946  | 1954  |
| ----- | ----- | ----- | ----- | ----- | ----- | ----- | ----- | ----- |
| 1 608 | 1 609 | 1 529 | 1 338 | 1 366 | 1 381 | 1 361 | 1 320 | 1 251 |

| 1962  | 1968  | 1975  | 1982  | 1990  | 1999  | 2006  | 2008  | 2013  |
| ----- | ----- | ----- | ----- | ----- | ----- | ----- | ----- | ----- |
| 1 150 | 1 189 | 1 409 | 1 451 | 1 552 | 1 610 | 1 953 | 2 051 | 2 316 |

| 2018  | 2022  | - | - | - | - | - | - | - |
| ----- | ----- | - | - | - | - | - | - | - |
| 2 362 | 2 442 | - | - | - | - | - | - | - |

| selon la population municipale des années : | 1968 | 1975 | 1982 | 1990 | 1999 | 2006 | 2009 | 2013 |
| Rang de la commune dans le département      | 57   | 68   | 74   | 86   | 98   | 93   | 92   | 92   |
| Nombre de communes du département           | 592  | 582  | 586  | 588  | 588  | 588  | 589  | 589  |

## Équipements, services et vie locale

### Enseignement
Calmont fait partie de l'académie de Toulouse.
L'éducation est assurée par le groupe scolaire Marie Carpantier : maternelle et primaire. Ainsi que par l'école Notre Dame de la Paix : maternelle et primaire.

### Santé
La commune possède un centre communal d'action sociale, une maison de retraite, infirmiers, médecins, pharmacie.

### Activités sportives
Football, gymnastique, rugby à XV, pétanque, tennis, judo, sports équestres.

### Écologie et recyclage
La collecte et le traitement des déchets des ménages et des déchets assimilés ainsi que la protection et la mise en valeur de l'environnement se font dans le cadre de la communauté de communes des Coteaux du Lauragais Sud.
Une déchèterie est présente sur la commune de Montgeard.
Le Domaine des oiseaux est un parc ornithologique de près de 100 hectares au sud-est de la commune dont la plus grande partie se trouve sur la commune de Mazères.

### Culture et festivités
Bibliothèque, office de tourisme, peinture, chorale, musique.
Le record mondial de gâteau à la broche, homologué au Guinness des records, est détenu par un habitant de Calmont avec une pièce de 63,8 kg réalisée le 1er mai 2002.

#### Évènements
La commune organise chaque année, au mois de juin, la course de côte de Calmont, grâce à l'association Calmont Sport et Mécanique. Cette course de côte accueille plus d'une centaine de pilotes, des passionnés de rallye, et autant de véhicules, dont d'impressionnants monoplaces. Longue d'un peu plus d'un kilomètre, la côte comporte un enchaînement de virages ainsi que des espaces verts en surplomb qui permettent d'accueillir de nombreux spectateurs, tout en assurant une grande sécurité.

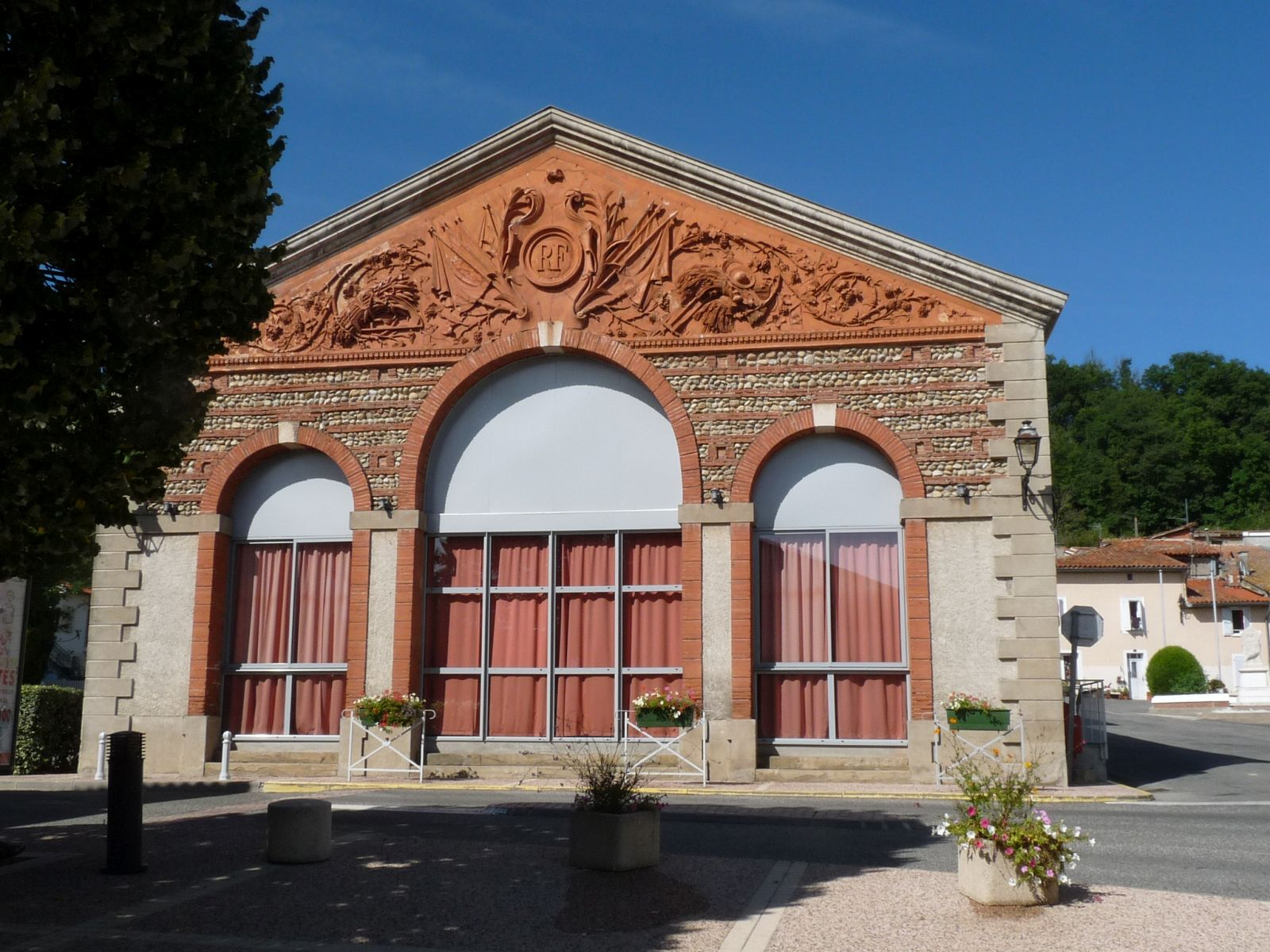
La grande halle.
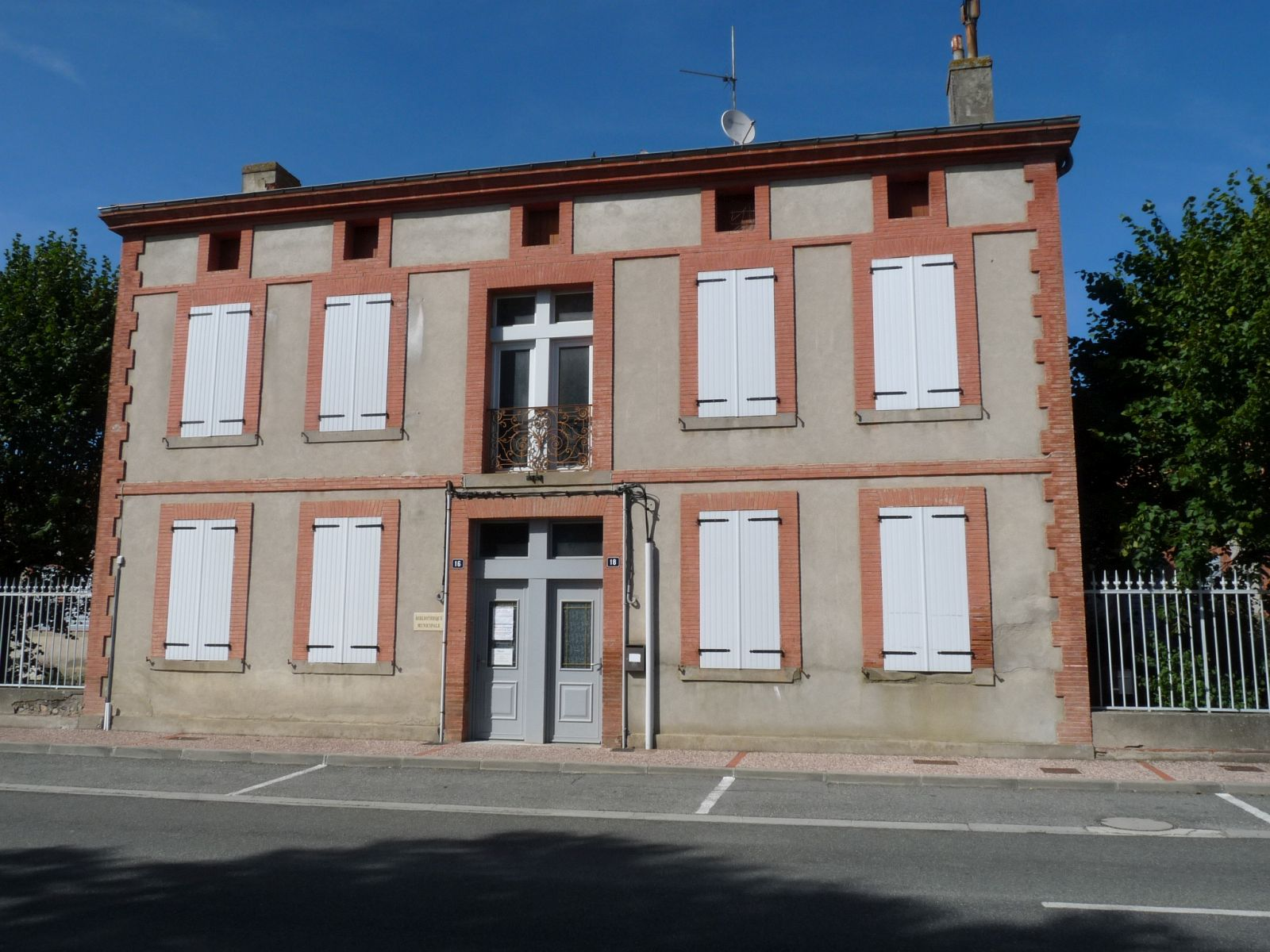
La bibliothèque.
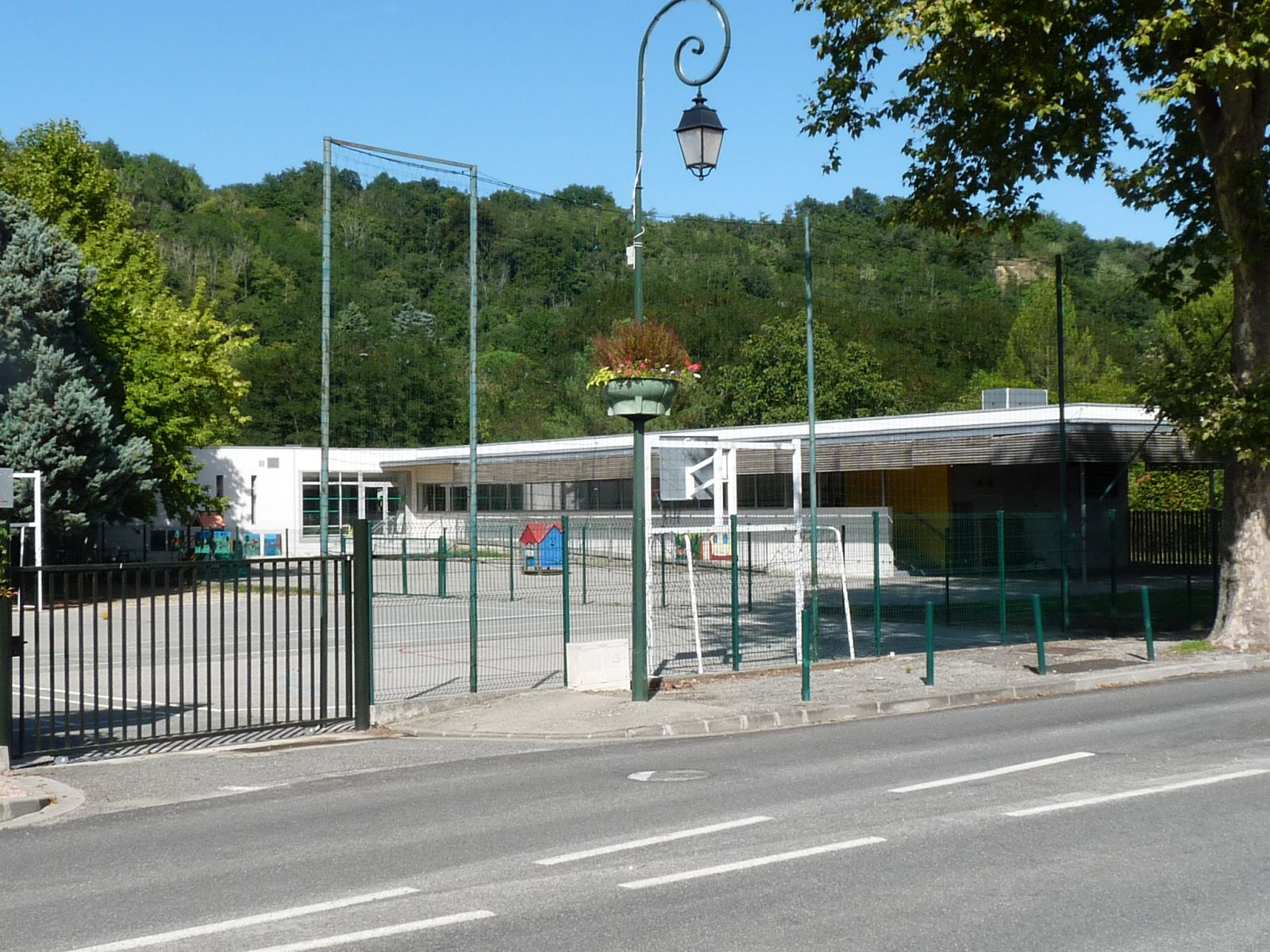
L'école Marie Carpantier.
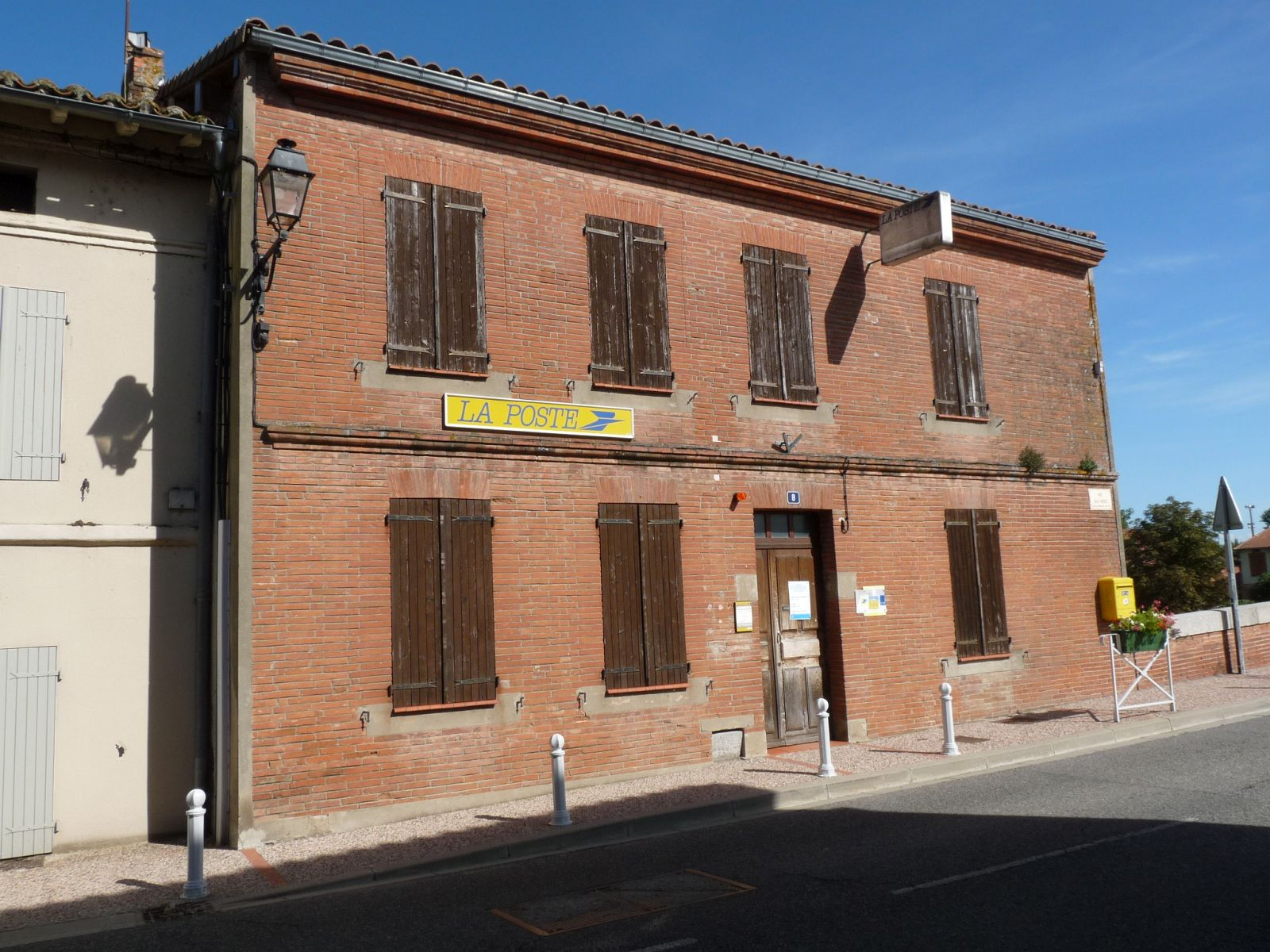
La poste.

## Économie

### Revenus
En 2018  (données Insee publiées en septembre 2021), la commune compte 934 ménages fiscaux, regroupant 2 310 personnes. La médiane du revenu disponible par unité de consommation est de 21 170 € (23 140 € dans le département). 47 % des ménages fiscaux sont imposés (55,3 % dans le département).

### Emploi
|                | 2008  | 2013  | 2018  |
| -------------- | ----- | ----- | ----- |
| Commune        | 7,1 % | 9,3 % | 8,8 % |
| Département    | 7,7 % | 9,6 % | 9,3 % |
| France entière | 8,3 % | 10 %  | 10 %  |

En 2018, la population âgée de 15 à 64 ans s'élève à 1 428 personnes, parmi lesquelles on compte 76,9 % d'actifs (68,1 % ayant un emploi et 8,8 % de chômeurs) et 23,1 % d'inactifs,. Depuis 2008, le taux de chômage communal (au sens du recensement) des 15-64 ans est inférieur à celui de la France et du département.
La commune fait partie de la couronne de l'aire d'attraction de Toulouse, du fait qu'au moins 15 % des actifs travaillent dans le pôle,. Elle compte 392 emplois en 2018, contre 399 en 2013 et 367 en 2008. Le nombre d'actifs ayant un emploi résidant dans la commune est de 986, soit un indicateur de concentration d'emploi de 39,8 % et un taux d'activité parmi les 15 ans ou plus de 57,6 %.
Sur ces 986 actifs de 15 ans ou plus ayant un emploi, 194 travaillent dans la commune, soit 20 % des habitants. Pour se rendre au travail, 87,5 % des habitants utilisent un véhicule personnel ou de fonction à quatre roues, 3,9 % les transports en commun, 4,7 % s'y rendent en deux-roues, à vélo ou à pied et 4 % n'ont pas besoin de transport (travail au domicile).

### Activités hors agriculture

#### Secteurs d'activités
143 établissements sont implantés  à Calmont au 31 décembre 2019. Le tableau ci-dessous en détaille le nombre par secteur d'activité et compare les ratios avec ceux du département,.
| Secteur d'activité                                                                                        | Commune | Commune | Département |
| Secteur d'activité                                                                                        | Nombre  | %       | %           |
| --- | ------- | ------- | ----------- |
| Ensemble                                                                                                  | 143     | 100 %   | (100 %)     |
| Industrie manufacturière, industries extractives et autres                                                | 23      | 16,1 %  | (5,7 %)     |
| Construction                                                                                              | 30      | 21 %    | (12 %)      |
| Commerce de gros et de détail, transports, hébergement et restauration                                    | 29      | 20,3 %  | (25,9 %)    |
| Information et communication                                                                              | 3       | 2,1 %   | (4,1 %)     |
| Activités financières et d'assurance                                                                      | 2       | 1,4 %   | (3,8 %)     |
| Activités immobilières                                                                                    | 4       | 2,8 %   | (4,2 %)     |
| Activités spécialisées, scientifiques et techniques et activités de services administratifs et de soutien | 25      | 17,5 %  | (19,8 %)    |
| Administration publique, enseignement, santé humaine et action sociale                                    | 14      | 9,8 %   | (16,6 %)    |
| Autres activités de services                                                                              | 13      | 9,1 %   | (7,9 %)     |

Le secteur de la construction est prépondérant sur la commune puisqu'il représente 21 % du nombre total d'établissements de la commune (30 sur les 143 entreprises implantées  à Calmont), contre 12 % au niveau départemental.

#### Entreprises et commerces
Les cinq entreprises ayant leur siège social sur le territoire communal qui génèrent le plus de chiffre d'affaires en 2020 sont : 
- Les Roses, hébergement médicalisé pour personnes âgées (4 443 k€)
- Hargassner France Sud-Ouest, commerce de gros (commerce interentreprises) de fournitures pour la plomberie et le chauffage (4 191 k€)
- SARL Doumeng, travaux de maçonnerie générale et gros œuvre de bâtiment (556 k€)
- Chez Jojo, boulangerie et boulangerie-pâtisserie (175 k€)
- Camping Le Mercier, terrains de camping et parcs pour caravanes ou véhicules de loisirs (117 k€)

La commune dispose d'une centrale solaire photovoltaïque de l'entreprise Tenergie, d'une capacité maximum de 12 MW, mise en service en 2013 et d'un parc éolien de l'entreprise Boralex, inauguré en avril 2016. Ce dernier doit disposer d'un parcours pédagogique, dont le financement participatif sur la plate-forme Lendosphere a commencé en mai 2016.

### Agriculture
La commune est dans « les Vallées », une petite région agricole consacrée à la polyculture sur les plaines et terrasses alluviales qui s’étendent de part et d’autre des sillons marqués par la Garonne et l’Ariège. En 2020, l'orientation technico-économique de l'agriculture  sur la commune est la culture de céréales et/ou d'oléoprotéagineuses.
|               | 1988  | 2000  | 2010  | 2020  |
| ------------- | ----- | ----- | ----- | ----- |
| Exploitations | 67    | 47    | 36    | 25    |
| SAU (ha)      | 2 828 | 2 759 | 2 773 | 2 369 |

Le nombre d'exploitations agricoles en activité et ayant leur siège dans la commune est passé de 67 lors du recensement agricole de 1988  à 47 en 2000 puis à 36 en 2010 et enfin à 25 en 2020, soit une baisse de 63 % en 32 ans. Le même mouvement est observé à l'échelle du département qui a perdu pendant cette période 57 % de ses exploitations,. La surface agricole utilisée sur la commune a également diminué, passant de 2 828 ha en 1988 à 2 369 ha en 2020. Parallèlement la surface agricole utilisée moyenne par exploitation a augmenté, passant de 42 à 95 ha.

## Culture locale et patrimoine

### Lieux et monuments
Les monuments de Calmont :
- une maison fortifiée correspondant à l'ancien château dresse ses deux tours du XIVe siècle au bord de l'Hers. Elle est inscrite monument historique depuis 1927[60] ;
- l'église Saint-Sernin a été reconstruite (à la suite de l'incendie du village commandé par le roi de France pour lutter contre les huguenots) entre 1685 et 1691, elle a été rénovée. Elle abrite un tableau du XVIIe siècle représentant sainte Marguerite, classé monument historique au titre objet depuis 1914[61] ;
- le temple protestant datant de 1846 est inscrit à l'inventaire des monuments historiques depuis 2015[62] ;
- le domaine de Terraqureuse (dernier r muet) est inscrit monument historique depuis 1996[63].

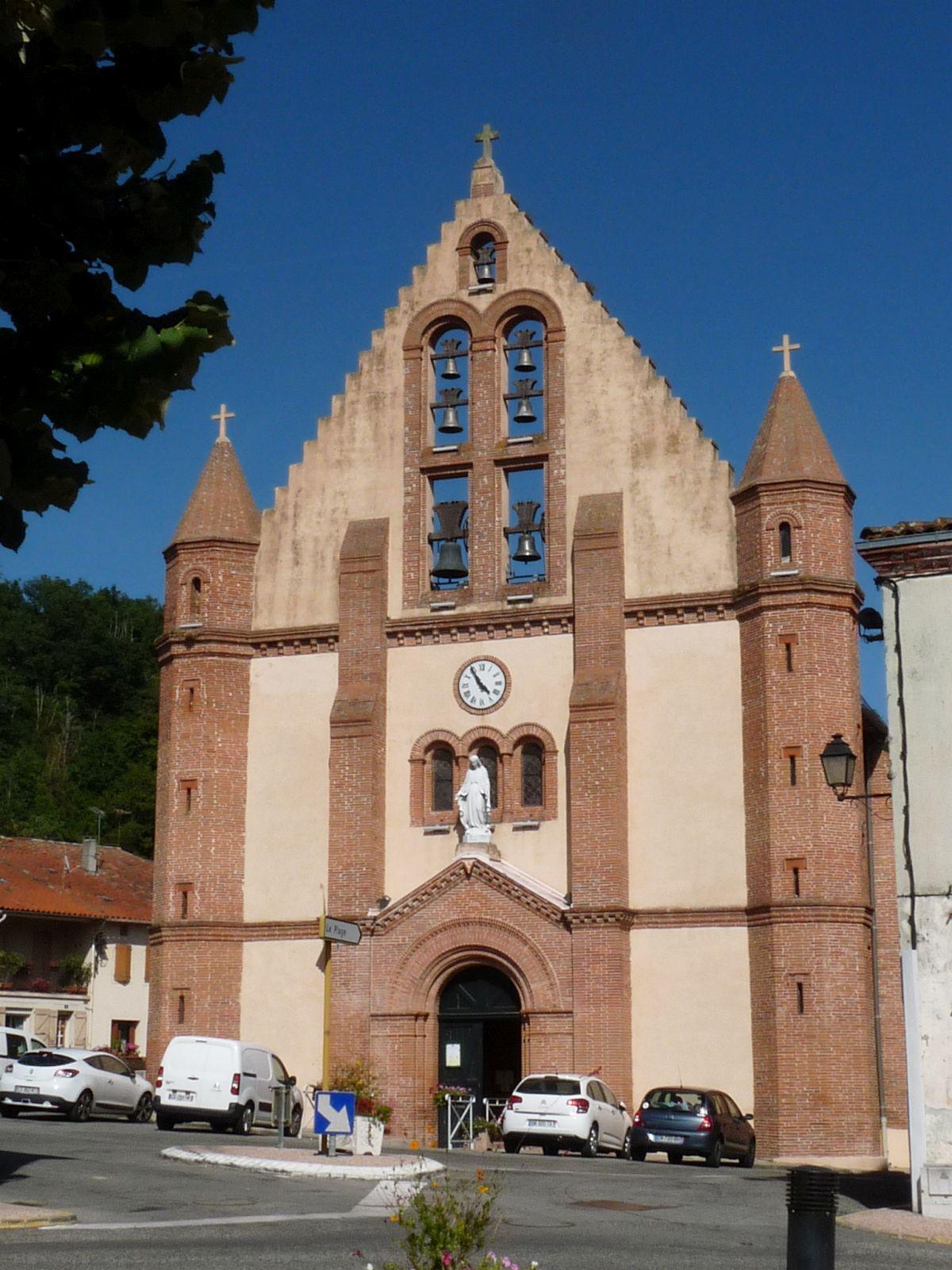
L'église Saint-Sernin.
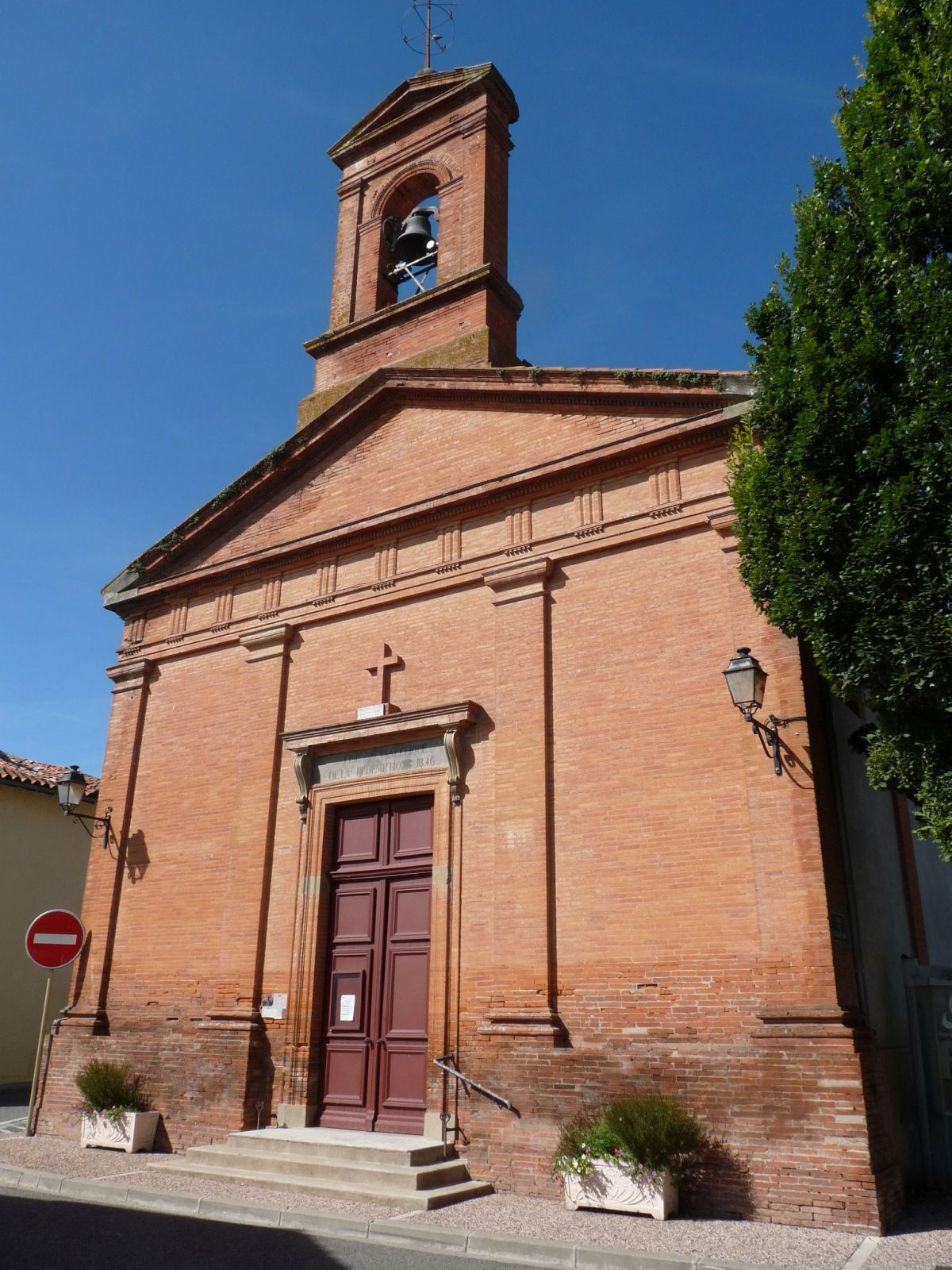
Le temple protestant.
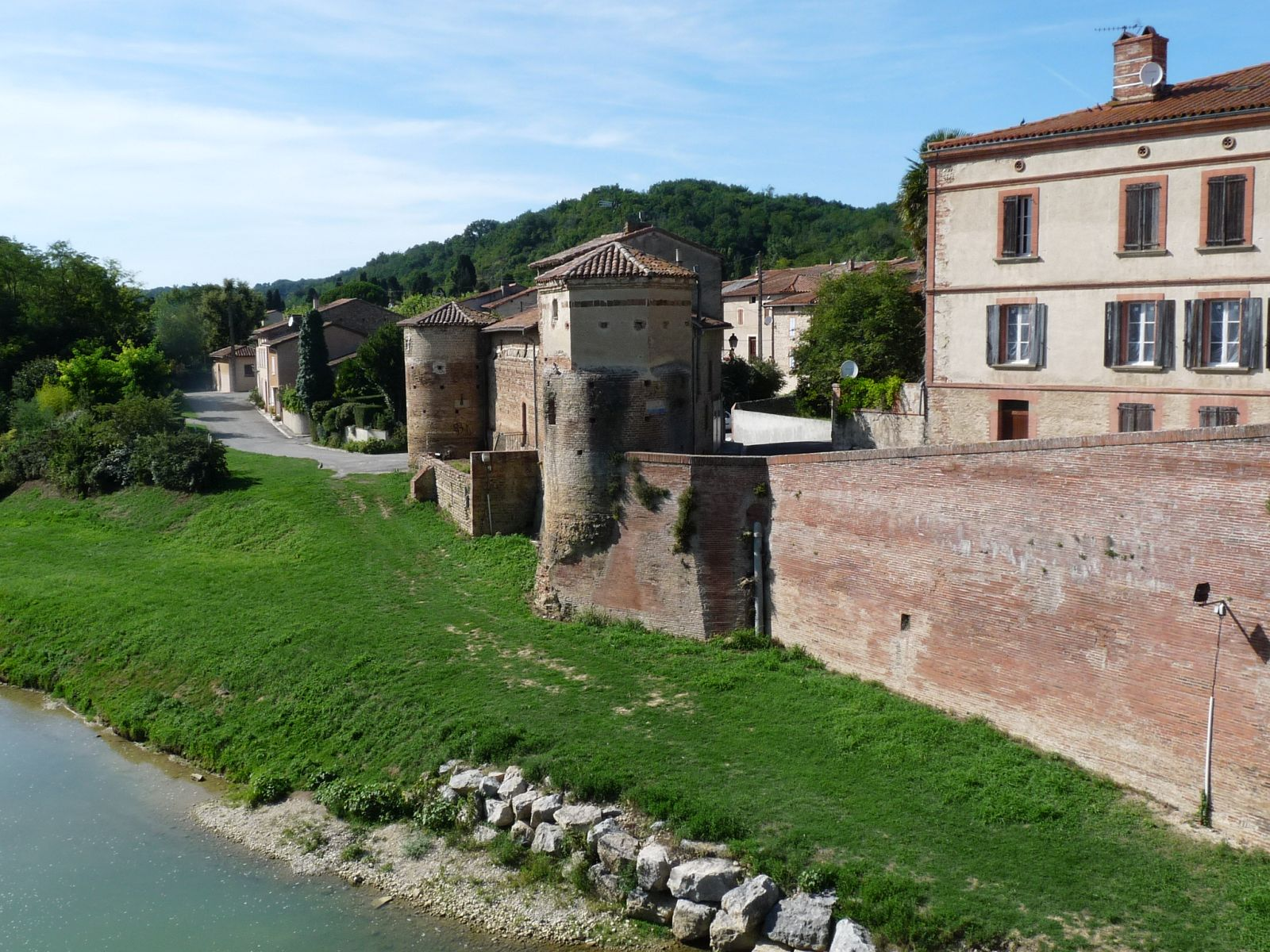
Maison fortifiée.

### Personnalités liées à la commune
- André Méric (1913-1993), ancien sénateur (vice-président du Sénat), secrétaire d'État aux anciens combattants, et maire de Calmont jusqu'à son décès à Calmont.
- Edith Klebinder (1914-2010), déportée à Auschwitz en même temps que la majorité des Enfants d'Izieu et qui témoigne sur leur sort au Procès Barbie, décédée à Calmont.
- Nicole Francis, décédée à Calmont.

## Pour approfondir